# Rhadinella rogerromani
Rhadinella rogerromani — вид змій родини полозових (Colubridae). Ендемік Нікарагуа.

## Поширення і екологія
Rhadinella rogerromani відомі з типової місцевості, розташованої в Національному парку Саслая у біосферному заповіднику Босавас, на висоті 1450 м над рівнем моря. Вони живуть у вологих гірських і хмарних тропічних лісах.

## Збереження
МСОП класифікує стан збереження цього виду як близький до загрозливого. Rhadinella rogerromani може загрожувати знищення природного середовищ.